# مردم شیوی

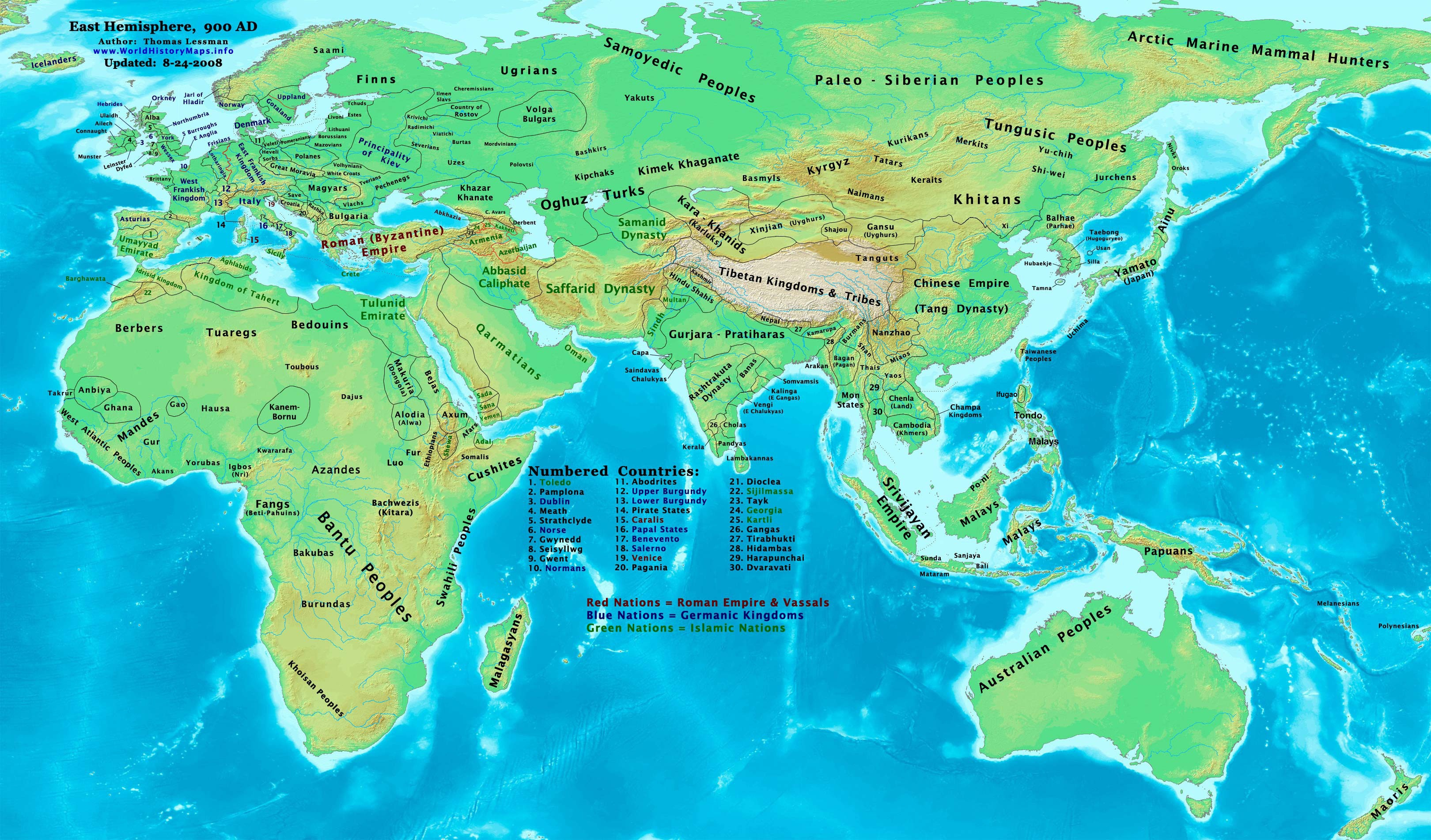
آسیا در سال ۹۰۰ میلادی، موقعیت شیوای و همسایگانشان را نشان می‌دهد.

شیوی (چینی ساده: 室韦; چینی سنتی: 室韋; پین‌یین: Shìwéi; Wade–Giles: Shih4-wei2) مردمی مغول بودند که در خاور دور مغولستان ، شمال مغولستان داخلی ، شمال منچوری و منطقه نزدیک ساحل دریای اوخوتسک سکونت داشتند. سوابق مربوط به شیوی از زمان سلسله وی شمالی (۳۸۶–۵۳۴) تا ظهور مغول‌ها به رهبری چنگیز خان در سال ۱۲۰۶ ثبت شده است، زمانی که نام «مغول» و « تاتار » به همه قبایل شیوی اطلاق شد.
مغول‌های شیوی و خیتان‌ها دو قوم مرتبط با یکدیگر بودند که در مناطق شمال و جنوب زندگی می‌کردند. این مغول‌ها به دلیل فشارهای مداوم از سوی همسایگان غربی، جنوبی و جنوب شرقی خود، نتوانستند امپراتوری‌های بزرگ و مستقری همانند همسایگانشان ایجاد کنند. آن‌ها به صورت کنفدراسیون‌های کوچک قبیله‌ای زندگی می‌کردند و بسته به شرایط سیاسی زمان، به زیر سلطه حکومت‌های قدرتمندتر مانند ترک‌ها، چینی‌ها یا خیتان‌ها درمی‌آمدند.
یکی از این قبایل، به نام «منگو شیوی»، در زمان سلسله تانگ (۶۱۸–۹۰۷ میلادی) بخشی از ۲۰ قبیله اصلی شیوی به شمار می‌رفت. این قبیله بعدها در دوره سلسله لیائو (۹۰۷–۱۱۲۵ میلادی) با نام «منگو» شناخته شد و از آن به عنوان اجداد چنگیزخان و مغول‌ها یاد می‌شود. نام «منگو» در زبان کره‌ای امروزی به صورت «مونگ-اول» تلفظ می‌شود. همچنین، نام امروزی مغولستان در زبان چینی، «منگگو» (Měnggǔ) است.
عناوین شی‌وی ، سیبه ، شیبه و احتمالاً شیان‌بی نقطه یکپارچه‌ای دارند.

## ریشه‌ها
شیوی‌ها از نوادگان یوون شیانبی بودند، اما برخی از قبایل قوم تونگوس موهه را نیز شامل می‌شدند.  شی‌وی (Shiwei) یک رونویسی متفاوت از شیان‌بی (Xianbei) است. 
تاریخ‌های سلسله‌های چینی، شیوی‌ها را تا حدودی مرتبط با خیتان‌ها توصیف می‌کنند که اصالتاً از شیانبی بودند. آنها قبایل محلی شیانبی بودند که پس از فروپاشی دولت شیانبی در سال ۲۳۴ میلادی با مرگ بودوگن ، مستقل شدند. در کتاب وی ، ادعا شده است که زبان شیوی‌ها همان زبان خیتان‌ها بوده است که به زبان خیتان صحبت می‌کردند؛ در کتاب سویی ، ادعا شده است که شیوی‌ها به همان نوع مردمی تعلق داشتند که خیتان‌ها از آن بودند؛ و در هر دو کتاب جدید تانگ و کتاب قدیم تانگ ، ادعا شده است که شیوی‌ها شاخه‌ای فرعی از خیتان‌ها بوده‌اند. احتمالاً حداقل برخی از قبایل شیوی شباهت‌های قومی با خیتان‌ها داشته‌اند.  مورخ سلسله تانگ، Wan Guowei، شیوی ها را به عنوان یک قبیله خیتان توصیف می‌کند. 
کتاب سوئی بیان می‌کند که عنوان رئیس قبیله شمالی شیوی، موهفو بوده است که با عنوان خیتان‌ها برای رئیسشان - موهفو ( نویسه‌های چینی سنتی: 莫賀弗  یکسان است. ) یا "Mofuhe" ( نویسه‌های چینی سنتی: 莫弗賀 ) که برگردان چینی عنوان ایرانی/سغدی Bagapuhr/βɣpwr به معنای «پسر خدا» است. برای مثال، خیتان موفوهه هچن که در سال‌های ۴۶۶ تا ۴۷۰ در داتونگ به وی شمالی خراج پرداخت و خیتان موفوهه وویو که در سال ۴۷۹ از گوگوریو و خاقانات روران گریخت.
در مورد رابطه قومی بین شیوی و خیتان، «تمایز قومی بین شیوی و خیتان نشان می‌دهد که تقسیم‌بندی بین شاخه‌های منتهی به پروتو-مغولی و پارا-مغولی تکمیل شده بود.» 

## قبایل
شیوی و وولوهو در دوره سلسله وی شمالی (۳۸۶–۵۳۴) به عنوان قبایل شیوی شناخته می‌شوند، اما نام آنها به طور جداگانه در کتاب وی ثبت شده است. در دوره سلسله چی شمالی (۵۵۰–۵۷۷) تا سلسله سوئی (۵۸۱–۶۱۸)، پنج گروه از شیوی‌ها وجود داشتند که عبارت بودند از شیوی‌های نان (جنوبی)، شیوی‌های بی (شمالی)، شیوی‌های دا (بزرگ)، شیوی‌های بو و شیوی‌های شنمودا. بر اساس سوابق موجود در تاریخ‌های سلسله‌ای، مشخص است که در دوره تانگ (۶۱۸-۹۰۷) بیست قبیله شیوی وجود داشته است. آنها وسوگو، ییسایمو، سایژی، هجی، ولوهو، نالی، لینگشی، شانبی، هوانگتو (سر زرد)، دا (بزرگ) روژه، شیائو (کوچکتر) روژه، پووو، نبیجی، لوتوئو، دونگ (شرقی) Shiwei، Mengwu Shiwei، Luozu Shiwei  و Dagui. 
گفته می‌شود وولووهون نام دیگر مغول‌های اوریانخای بوده است. گمان می‌رود قبیله دا شیوی از نوادگان برخی از روران‌هایی باشد که پس از شکست از ترک‌ها در سال ۵۵۵ به شرق گریختند. آنها توسط رئیس خود تانتان (تاتار) رهبری می‌شدند و در قبیله شیوی ادغام شدند. در واقع، تاتار نامی جایگزین برای برخی از قبایل اصلی شیوایی در نظر گرفته می‌شود. گمان می‌رود که دا شی‌وی همان قبیله مغول تایچیود باشد. بر اساس کتیبه کول تیگین ، سی و نه تاتار به همراه خیتان‌ها، رقبای شرقی قدرتمندی برای گوک‌ترک‌ها بودند. تعداد قبایل تاتار تقریباً برابر با تعداد قبایل شیوی است. اگرچه از نظر زبان‌شناسی مغولی هستند، دا شی‌وی ممکن است تا حدودی از دینگ‌لینگ‌ها ریشه گرفته باشد. هِیچِزی (به معنی «گاری سیاه») یکی از خاندان‌های شیوی بود که به خاطر صنعت گاری‌سازی خود مشهور بود. طبق گفته لیائوشی ، زمانی خیتان هنر ساخت گاری را از طایفه هِیچِزی آموخت. ممکن است قبیله شی‌وی هوانگتو (به معنای «سر زرد») به دلیل شیوع بالای بور بودن مو در قبیله‌شان به این نام خوانده شده باشد، اما این موضوع قطعی نیست. با این حال، امروزه بور بودن مو هنوز هم به طور مرتب در این منطقه رخ می‌دهد. 

## رویدادها
در توصیف قبایل شیوی، Tang Huiyao vol. ۹۶ رکورد، «دوباره در شرق، قبیله وولووهو وجود داشت، نام دیگر آن وولووهون بود، که در یوان وی به آن وولووهو می‌گفتند. این قبیله در شمال کوه موگایدو و در کنار رودخانه چوئو ساکن بود. این قبیله از سال چهارم تایوو ژنجون (۴۴۴) (از وی شمالی)، در سراسر چی شمالی، ژو و سویی تا سال‌های پس از دوره سلطنت وود (۶۱۸-۶۲۶) پیوسته به او ادای احترام و خراج می‌کردند.»  بر اساس کتاب ویشاو ، تاریخ سلسله وی شمالی که توسط توئوبا شیانبی تأسیس شد، در سال ۴۴۳ میلادی، گروهی از سوارکاران معروف به وولووهو (از شیوی) از امپراتور وی شمالی، توئوبا دائو، درخواست ملاقات کردند. آنها به او اطلاع دادند که مردمشان درباره غاری شنیده‌اند که در جایی که اکنون پرچم خودمختار الونچون در شمال شرقی مغولستان داخلی است، قرار دارد. ساکنان محلی این غار را به عنوان زیارتگاه اجدادی شیانبی می‌پرستیدند، واقعیتی که توئوبا دائو را متقاعد کرد که غار افسانه‌ای که زادگاه قوم او بوده، در آنجا واقع شده است. ویشو در ادامه می‌گوید که امپراتور فرستاده‌ای به نام لی چانگ را برای بررسی گزارش فرستاد. لی چانگ این داستان را تأیید کرد و مراسم مختلفی را برای پرستش اجداد شیانبی برگزار کرد و کتیبه‌ای از خود به جا گذاشت که این مراسم را شرح می‌دهد. این غار که امروزه با نام غار گاکسیان شناخته می‌شود، و کتیبه آن در سال ۱۹۸۰ توسط باستان‌شناسان کشف شدند. این یافته و سایر شواهد تاریخی و باستان‌شناسی به تأیید این موضوع کمک کرده است که قوم توئوبا شیانبی احتمالاً در اوایل قرن اول میلادی از این منطقه به سمت جنوب مهاجرت کرده‌اند. در سال ۵۴۴ میلادی، چانیاندوفا، رئیس قبیله شیوی، هدایایی از سرزمین مادری خود به دربار توئوبا وی آورد.
سرنوشت سیاسی شیوی، به عنوان خیتان در بخش بزرگی از دوره پیش از سلسله خود، تا حد زیادی توسط همسایگان بسیار قدرتمندتر آنها و تعادل قدرت دائماً در حال تغییر بین رژیم‌های متوالی حاکم بر شمال چین از یک سو و همسایگان قبیله‌ای متخاصم از سوی دیگر تعیین می‌شد. هنگامی که چین در پایان سلسله سویی دچار هرج و مرج شد و همزمان دیگر اقوام کوچ‌نشین، یعنی ترک‌ها، در شمال آسیا قوی‌تر می‌شدند، شیوی‌ها تحت کنترل سه توتون که توسط رهبر عالی ترک فرستاده شده بودند، تسلیم ترک‌ها شدند، خیتان‌ها نیز که توسط توتون، پاندی، که توسط خاقان شابولوی ترک فرستاده شده بود، کنترل می‌شدند، تسلیم شدند. در آغاز قرن هفتم، سلسله بزرگ چینی تانگ تأسیس شد. قبیله شیوی و بسیاری از قبایل دیگر به تدریج به مدار سیاسی آن کشیده شدند. در دوره بین سال‌های ۶۱۸ تا ۶۲۹، خاندان شی‌وی مرتباً به دربار تانگ ادای احترام می‌کردند و پیشکش‌های خود را تقدیم می‌داشتند. در پاسخ، دربار تانگ در سال ۶۲۹ شیژو را که تابع فرماندار کل یینگژو بود، برای کنترل قبایل شیوی و خیتان منصوب کرد. تا سال ۶۳۲، وولووهو و برخی دیگر از قبایل شیوی تسلیم تانگ شدند. 
طبق اسناد تاریخی، در سال چهارم ژن‌یوان (۷۸۸)، شی به همراه شی‌وی به ارتش ژن‌و (واقع در هوهوت امروزی) حمله کرد و هم چینی‌ها و هم کمیسرهای اویغور را قتل عام کرد، مردم مرزی را اسیر کرد و حیوانات اهلی آنها را غارت کرد. شیوی‌ها به عنوان قبایل نسبتاً ضعیف، تقریباً همیشه بین قدرت‌های قوی‌تر مردد بودند. آنها احتمالاً با اجبار شی، همسایگان قوی‌ترشان در جنوب غربی، در لشکرکشی به مرزهای چین مشارکت داشتند. در سال ۷۸۹، شیوی فرستادگانی را به دربار تانگ فرستاد تا از خطای خود عذرخواهی کنند. در طول دوره ۷۹۲ تا ۸۴۲، با اینکه شیوی‌ها دست نشانده اویغورها بودند، اما همچنان مرتباً به دربار تانگ خراج می‌دادند. در سال ۸۳۵، داشنگ دوآچنگ، رئیس قبیله شیوی، رهبری ۳۰ نماینده از قبیله شیوی را در دیداری از دربار تانگ بر عهده داشت. دیل، رئیس قبیله شی‌وی، در زمان سلطنت امپراتور یی‌زونگ از سلسله تانگ (حکومت ۸۵۹-۸۷۳)، به همراه خاندان شی به دربار تانگ آمد. پس از آنکه امپراتوری اویغور در سال ۸۴۰ میلادی توسط قرقیزها به پایان رسید، آنها تسلیم تانگ شدند و به دستور تانگ، مأموران اویغور را کشتند. از سال ۷۸۹ به بعد، هیچ اقدام تهاجمی از سوی شیوی‌ها در سراسر داده‌های تاریخی چین یافت نمی‌شود، تا اینکه برخی از قبایل آنها در خیتان ادغام شدند و برخی دیگر در حدود آغاز قرن دهم به شمال غربی مهاجرت کردند. 
در سال ۱۰۸۷، نمایندگان منگو شیویِیِ رعیت، برای ابراز احترام به دربار خیتان در یانجینگ (پکن) آمدند. منگو شیوی تا پایان به سلسله لیائو در برابر جورچن‌ها کمک کرد. بر اساس گفته‌های کیدان گوژی، در سال ۱۱۲۴ میلادی، شیوی‌ها به خیتان‌ها در برابر جورچن‌های مهاجم کمک کردند. داجین گوژی که همین رویداد را ثبت کرده است، می‌گوید که در سال ۱۱۲۴ میلادی، تاتارها به خیتان‌ها در برابر جورچن‌های مهاجم کمک کردند. این، در کنار سایر نشانه‌ها، منجر به این عقیده شده است که تاتارها با شیوی‌ها یکسان بوده‌اند. بودونچار منخاگ و خایدو روسای شیوی پیش از چنگیزخان بودند.
1. ↑  Shimunek, Andrew. "Early Serbi-Mongolic-Tungusic lexical contact: Jurchen numerals from the 室韦 Shirwi (Shih-wei) in North China". Retrieved 22 September 2019. {{cite journal}}: Cite journal requires |journal= (help)
2. ↑  Xin Tangshu "vol. 219", section "Shiwei"
3. ↑  Zuev, Yu. "Early Türks: Essays on history and ideology" (2002), p. 135